# Saint Jean d’Écosse du Contrat social
Saint-Jean d'Écosse du Contrat social — парижская масонская ложа XVIII века.

## История
Изначально ложа, под названием «Сен-Лазар», была сформирована в Париже 30 марта 1766 года под эгидой Великой ложи Франции. Это была уже вторая символическая ложа, которая 21 января 1773 года вошла в состав Великого востока Франции. В 1775 году ложа была переименована в «L’Equité», в 1776 году в «Le Contrat Social», чуть позже провозгласила себя шотландской и стала называться, под эгидой Авиньонской ложи — «Saint-Jean d’Écosse de la vertu persécutée». А в соответствии с решением от 21 мая 1776 года взяла окончательное название — «Saint-Jean d'Écosse du Contrat social».
Ложа переходит 2 апреля 1776 года под эгиду «Материнской шотландской ложи Франции» объединившую более тридцати лож работающих по Шотландскому уставу. Из-за этого перехода разгорается конфликт с Великим востоком Франции, в ходе которого работы ложи в составе ВВФ приостанавливаются 18 мая 1778 года. Данный инцидент был исчерпан только в 1781 году.

## Члены ложи
- Лафайет, Жильбер
- Александр де Грасс
- Николя Роз
- Жан Луи Дюпор
- Этьен-Жозеф Флоке
- Томас де Триель де Пардайхан
- Жермен де Менмон